# Liste der salvadorianischen Botschafter im Vereinigten Königreich
Der Salvadorianische Ambassador to the Court of St James’s ist regelmäßig auch in Den Haag, Oslo und Stockholm akkreditiert.

## Geschichte
1883 wurde ein Auslieferungsabkommen geschlossen.
Die Auslandsvertretung befand sich:
- 1922: 8, Union court, E.C.2
- 1933: 19 Helena Court, Eaton Rise, Ealing W-5
- 1950: 6 Roland Gardens, S.W.7
- 1976: 16 Edinburgh House, 9b Portland Place, W1N 3AA.

| Ernennung / Akkreditierung | Botschafter                 | Bemerkungen                                                                                              | ernannt von                    | akkreditiert während der Regierung von | Posten verlassen |
| -------------------------- | --------------------------- | --- | ------------------------------ | -------------------------------------- | ---------------- |
| 9. Mai 1912                | Arturo Ramón Ávila          | Geschäftsträger, 6. Juni 1911 Generalkonsul in London. Am 8. März 1912 ernannt, Kanzler G. Le Bourdonnec | Manuel Enrique Araujo          | Herbert Henry Asquith                  | 1921             |
| 1929                       | Antonio Reyes Guerra        | 1918: Geschäftsträger in Washington, D.C.                                                                | Pío Romero Bosque              | Ramsay MacDonald                       | Juli 1931        |
| Juli 1931                  | Alonso Reyes Guerra         | | Arturo Araujo                  | Ramsay MacDonald                       | 1933             |
| 1933                       | Samuel Jorge Dawson         | Geschäftsträger, Generalkonsul                                                                           | Maximiliano Hernández Martínez | Ramsay MacDonald                       | 1948             |
| 25. Okt. 1937              | Arturo Castellanos          | Generalkonsul in Liverpool                                                                               | Maximiliano Hernández Martínez | Arthur Neville Chamberlain             |                  |
| 1945                       | José Gustavo Guerrero       | | Salvador Castaneda Castro      | Winston Churchill                      |                  |
| 13. Sep. 1948              | Carlos Leiva                | | Salvador Castaneda Castro      | Winston Churchill                      |                  |
| 3. Nov. 1950               | José Arturo Castellanos     | Gesandter, Sekretär: Miguel A. Serrano                                                                   | Óscar Osorio Hernández         | Winston Churchill                      | 1954             |
| 1956                       | José Antonio Meléndez Prado | Botschafter                                                                                              | José María Lemus López         | Anthony Eden                           |                  |
| 1958                       | Rodolfo Dencke              | Geschäftsträger, Generalkonsul                                                                           | José María Lemus López         | Harold Macmillan                       |                  |
| 1960                       | Ricardo González Camacho    | | Miguel Ángel Castillo          | Harold Macmillan                       |                  |
| 30. Nov. 1956              | Carlos Azúcar Chávez        | | José María Lemus López         | Anthony Eden                           |                  |
| 15. Feb. 1957              | Carlos Azúcar Chávez        | | José María Lemus López         | Harold Macmillan                       |                  |
| 1964                       | Mario Dalponte Mori         | | Eusebio Rodolfo Cordón Cea     | Harold Wilson                          | 1966             |
| 1960                       | José Antonio Meléndez Prado | 1956 Rechtsanwalt, Bevollmächtigter der Bayer AG Markenschutz für Cuprama                                | Miguel Ángel Castillo          | Harold Macmillan                       | 1976             |
| 1973                       | Juan Contrera Chávez        | | Arturo Armando Molina          | Edward Heath                           |                  |
| 1974                       | Álvaro Ernesto Martínez     | ab 1977 Außenminister                                                                                    | Arturo Armando Molina          | Harold Wilson                          | 1977             |
| 1977                       | Manuel Arturo Calderón      | ab 1990: Botschafter in La Paz                                                                           | Carlos Humberto Romero         | James Callaghan                        | 1979             |
| 7. Apr. 1983               | Mauricio Rosales Rivera     | 1992: Doyen of the Diplomatic Corps,                                                                     | Álvaro Alfredo Magaña Borja    | Margaret Thatcher                      | 1993             |
| 1994                       | Ernesto Trigueros Alcaine   | | Armando Calderón Sol           | John Major                             |                  |
| 1. Mai 1996                | Manuel Gutierrez-Ruiz       | | Armando Calderón Sol           | John Major                             | Apr. 1999        |
| Apr. 1999                  | Mauricio Castro Aragón      | 1986: Botschafter in Wien                                                                                | Francisco Flores Pérez         | Tony Blair                             | 25. Sep. 2002    |
| 25. Sep. 2002              | Eduardo Vilanova Molina     | [ 5 ] | Francisco Flores Pérez         | Gordon Brown                           |                  |
| 21. Dez. 2009              | Werner Matías Romero        | | Mauricio Funes                 | Gordon Brown                           |                  |

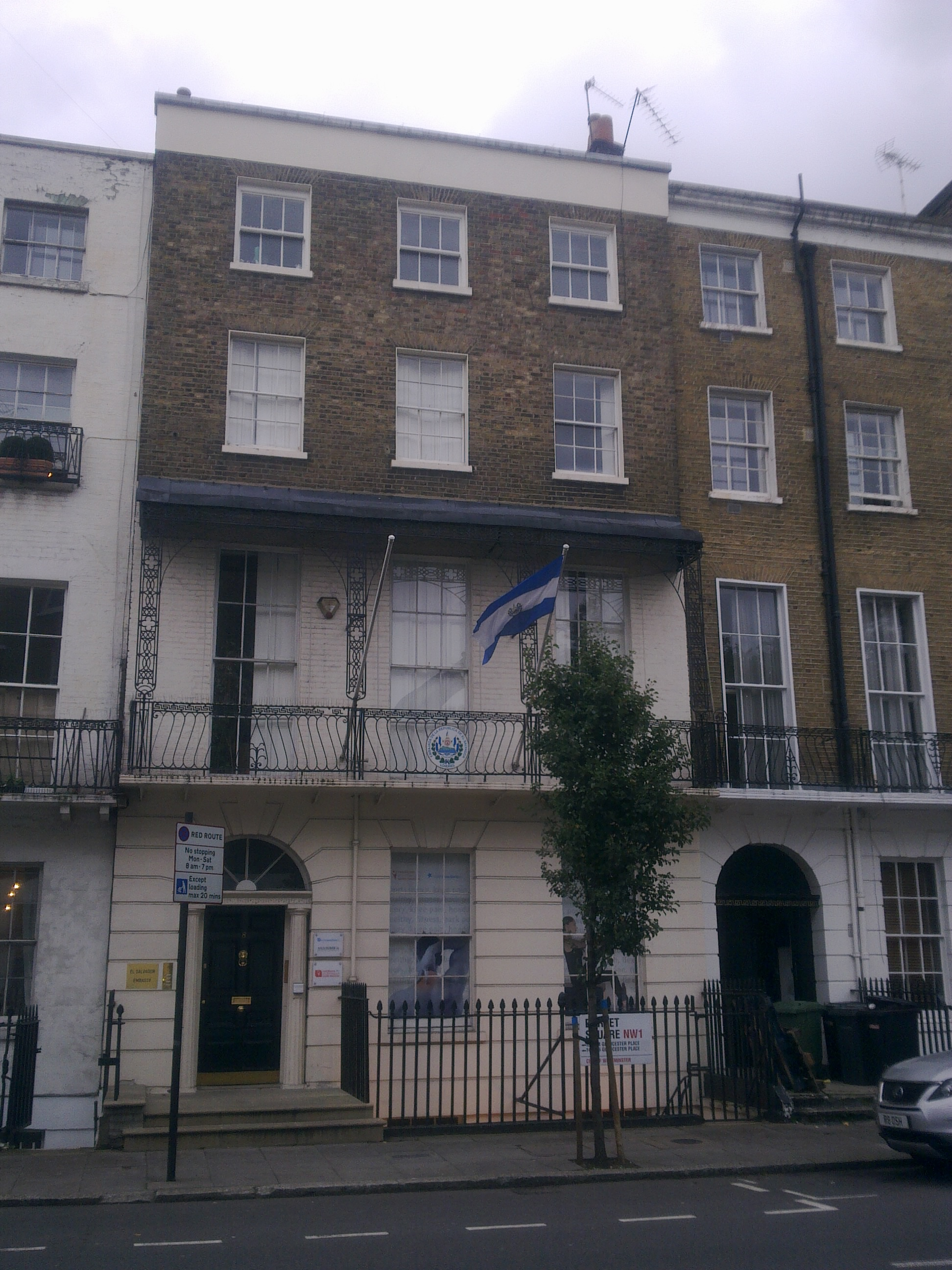
Seit 2007 befindet sich die Botschaft in 8 Dorset Square,  Marylebone
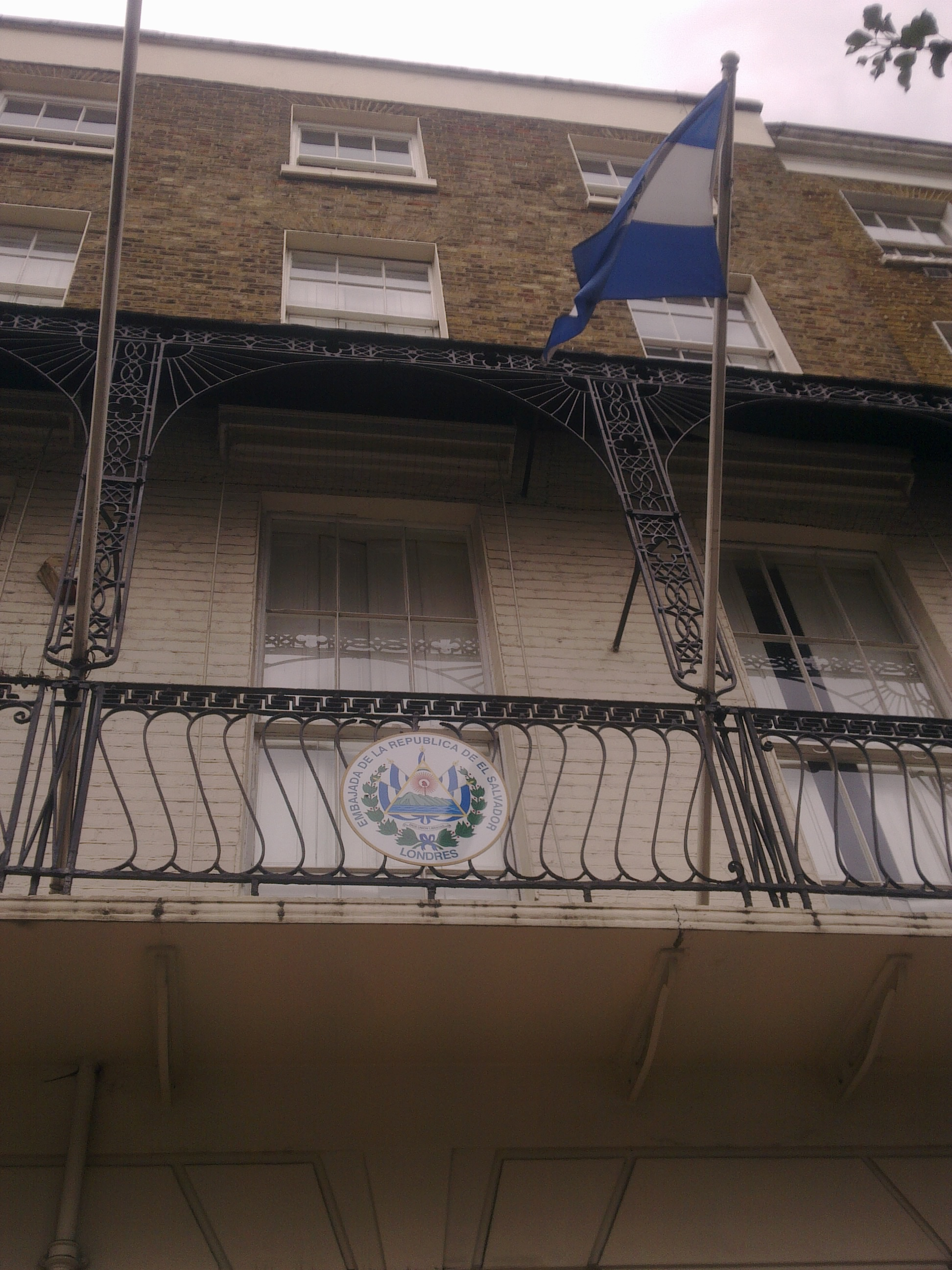
Detail Fahne
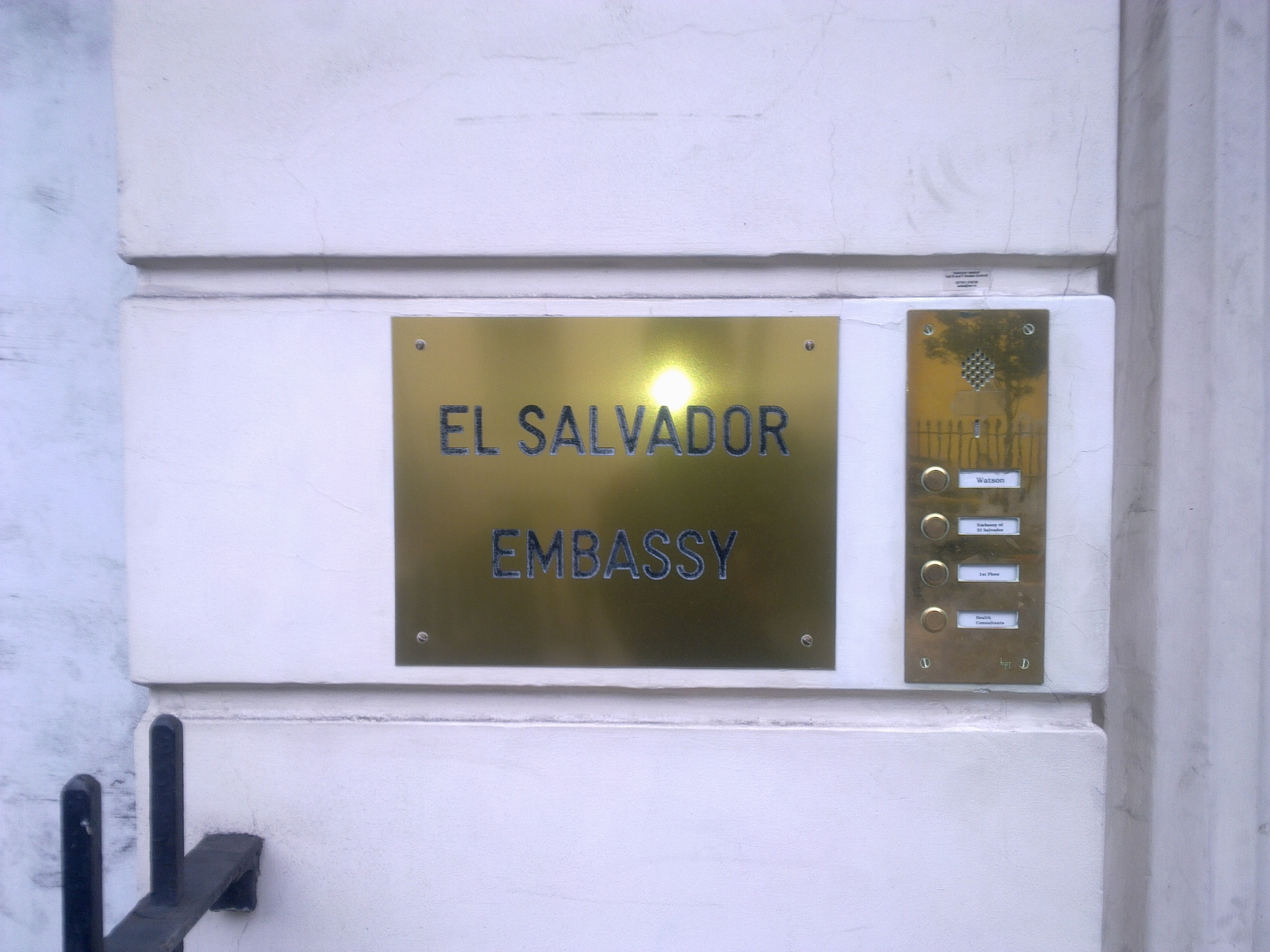
Türschild EL SALVADOR EMBASSY
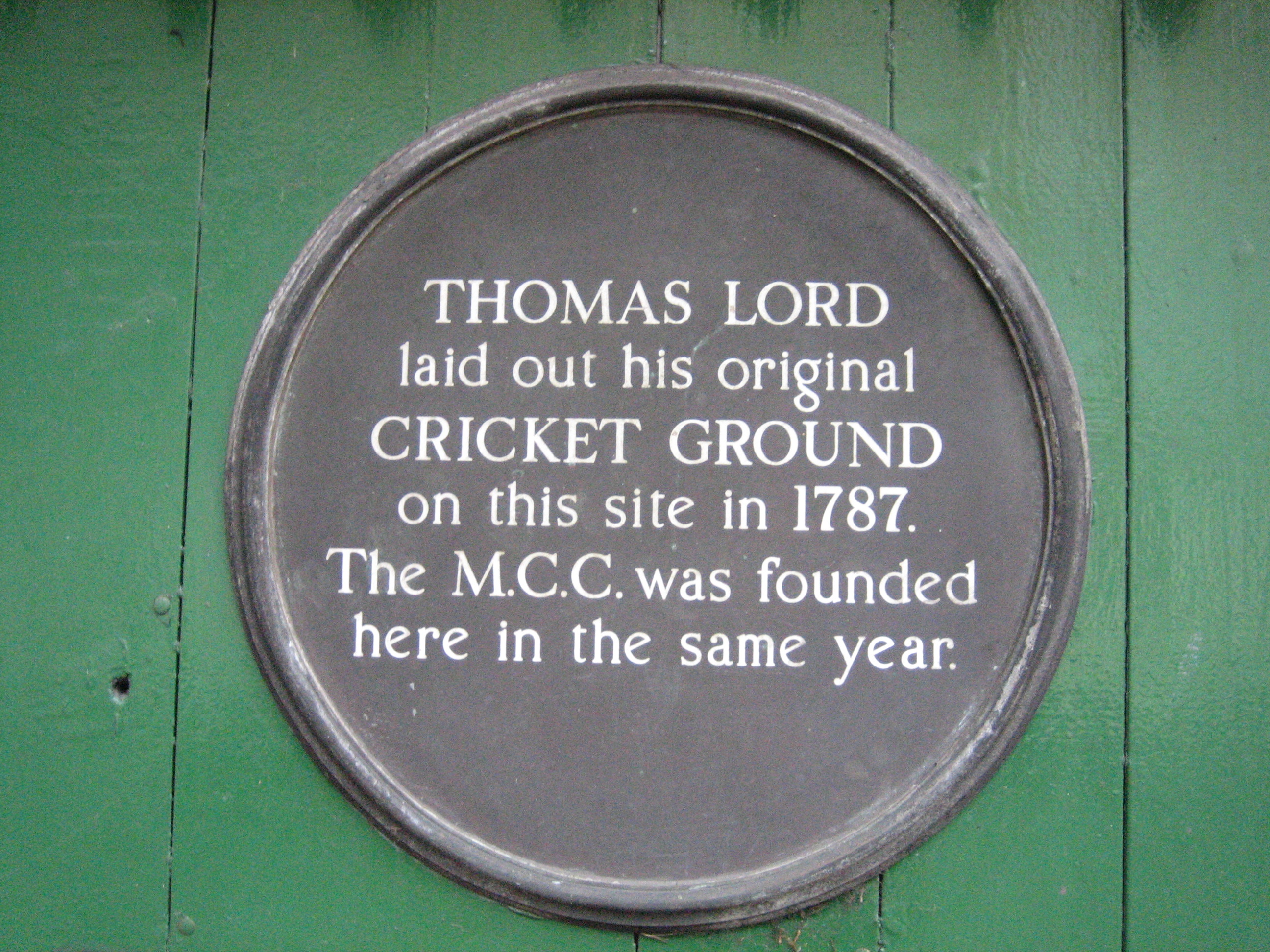
Gedenktafel am ersten Lord’s Cricket Ground am Dorset Square.